# کورنلیوس گریکف

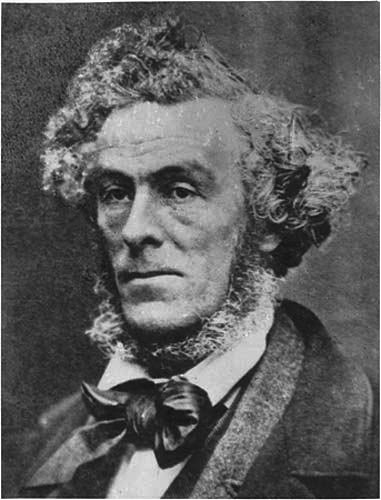
کورنلیوس گریکف

کورنلیوس گریکف (به انگلیسی: Cornelius Krieghoff)، نقاش هلندی مقیم کانادا که در ۱۹ جون ۱۸۱۵ به دنیا آمده‌است و در گذشته ۲۸ مه ۱۸۷۲ می‌باشد. کورنلیوس را به عنوان یک نقاش کانادایی قرن نوزدهم میلادی می‌شناسند، وی بیشتر از مناظر طبیعت کانادا و زندگی اجتماعی در آن سرزمین نقاشی می‌کرد، او بیشتر به مناظر زمستانی در کانادا علاقه‌مند بود. کورنلیوس در آمستردام هلند به دنیا آمد اما در سال ۱۸۳۶ به آمریکا و شهر نیویورک نقل مکان کرد و در سال ۱۸۳۷ داوطلب حضور در ارتش ایالات متحده شد. در سال ۱۸۴۰ به همراه همسر خود به کانادا نقال مکان کرد، وی در ابتدا به شهر تورنتو و سپس به مونترال رفت. در سال ۱۸۴۴ به پاریس سفر کرد و در آنجا با استفاده از راهنمایی نقاش فرانسوی میکل مارتین دولینگ به بازدید از موزه لوور پرداخت، کورنلیوس در سال ۱۸۴۶ به مونترال بازگشت و به همراه خانواده به ایالت کبک نقل مکان کرد. از کرنلیوس به عنوان اولین هنرمند کانادایی یاد می‌شود که نقاشی رنگ روغن را در آن سرزمین معرفی کرد.